# ベイスターズ・ベースボールアカデミー
特定非営利活動法人ベイスターズ・ベースボールアカデミーは、日本のセ・リーグ球団横浜ベイスターズ（現横浜DeNAベイスターズ）と新日本石油株式会社（現ENEOS株式会社）が提携して神奈川県横浜市で2006年4月3日に設立したNPO法人（神奈川県知事認証）である。設立当初は『横浜ベイスターズ・スポーツコミュニティ』という名称だったが、2012年6月に『ベイスターズ・ベースボールアカデミー』に名称変更した。

## 概要
ベイスターズ・ベースボールアカデミーは活動目的を次の通り定めている。
1. 野球を中心としたスポーツの技術指導を通じて、競技力の向上と野球ファンの開拓を行う
2. スポーツの楽しさ、スポーツマンシップの大切さを伝え、子供達の健全な発達に寄与する
3. 共に参加し、共に楽しみ、共に成長する

上記の目的のために、小学生と中学生を対象にした野球教室、指導者講習会、病院養護施設訪問を行っている。
理事長は名球会会員であり、横浜DeNAベイスターズOBでENEOS野球部OBでもある平松政次である。副理事長は元横浜DeNAベイスターズ選手で現在は球団職員の畠山準である。
野球教室などでの指導員は、平松政次や屋鋪要をはじめとした現役を引退した横浜・大洋OBの元プロ選手や、球団職員（鈴木尚典・北川利之・小山田保裕・桑原義行）があたっている。この際、指導員は横浜DeNAベイスターズの現役選手と同様に、背番号付きのホームユニフォームを着用する。